# James Robert Hightower

James Robert Hightower

James Robert Hightower (* 7. Mai 1915 in Sulphur (Oklahoma); † 8. Januar 2006 in Elsen bei Herscheid (Sauerland)) war ein US-amerikanischer Sinologe.
Seit 1958 war er Professor an der Harvard-Universität. 1971 wurde er in die American Academy of Arts and Sciences gewählt.

## Werke (Auswahl)
- Han shih wai chuan: Han Ying's illustrations of the didactic application of the classic of songs, with an annot. transl. by James Robert Hightower (= Harvard-Yenching Institute monograph series, 11), Cambridge, Mass., Harvard University Press 1952; teilw. zugl. (Übers. d. Kap. 1 und 2): Cambridge, Mass., Harvard University, Diss., 1950.
- (Hrsg.), Han Yü's poetische Werke, übersetzt von Erwin von Zach, Cambridge, Mass., Harvard University Press 1952.
- Topics in Chinese literature. Outlines and Bibliography, rev. ed., Cambridge, Mass., Harvard University Press 1953.
- The poetry of Ta'o Ch'ien, transl. with commentary and annotation by James Robert Hightower, Oxford, Clarendon Press 1970.
- zusammen mit Florence Chia-Ying Yeh, Studies in Chinese Poetry (= Harvard-Yenching Institute monograph series, 47), Cambridge, Mass./London, Harvard University Press 1998.